# Diego de Becerra
Diego de Becerra (m. 1533) fue un navegante español, que participó en la segunda expedición a las tierras de la península de Baja California.

## Biografía
Participó en 1533 en la segunda expedición sufragada por Hernán Cortés a las tierras de la península de Baja California como capitán y comandante de la expedición al mando del navío Concepción, propiedad de Hernán Cortés.
En alta mar una sublevación acabó con la vida de Becerra que fue asesinado por Fortún Jiménez, quien llegó en 1534 con el navío Concepción y desembarcó en lo que se conoce como bahía de la Paz en la península de Baja California, considerado como el primer descubridor de la Baja California.